# 鴨島自動車学校
有限会社鴨島自動車学校（かもじまじどうしゃがっこう）は、徳島県吉野川市鴨島町鴨島にある徳島県公安委員会指定の自動車教習所を運営する企業。

## 概要

### 取得免許
- 普通自動車免許
- 普通自動二輪免許

### 所在地
- 〒776-0010 徳島県吉野川市鴨島町鴨島636-1

## 交通
- JR徳島線鴨島駅より西へ徒歩5分。